# Trathala ruficornis
Trathala ruficornis är en stekelart som beskrevs av Dasch 1979. Trathala ruficornis ingår i släktet Trathala och familjen brokparasitsteklar. Inga underarter finns listade i Catalogue of Life.